# きょしちょう座EG星
きょしちょう座EG星（きょしちょうざEGせい、EG Tucanae、EG Tuc）は、きょしちょう座の脈動変光星。

## 特徴
きょしちょう座EG星は、全天自動掃天の観測データから、2000年代の前半に変光星であることがわかり、2006年の変光星総合カタログ第78次変光星名一覧で、正式な変光星として登録された。
きょしちょう座EG星は、SRS型に分類される半規則型変光星である。SRSという変光星分類は、2001年に発行された変光星総合カタログの第76次変光星名一覧で、半規則型変光星の新たな細分類として加わった型で、変光周期が数日から1ヶ月程度と短い赤色巨星が分類される。変光周期は一通りではなく、変光幅は概ね0.3等未満とされる。きょしちょう座EG星自身は、スペクトル型がM2 IIIと推測される赤色巨星である。明るさは9.4等から9.8等まで変化するとされ、変光周期は変光星総合カタログでは22.92日、アメリカ変光星観測者協会では23.60日とされている。

## 名称
「きょしちょう座EG星」という名称は、変光星の命名規則に従って付与されたもので、きょしちょう座で151番目の変光星であることを意味する。